# Ernst zur Lippe-Biesterfeld
Ernst Kasimir Friedrich Karl Eberhard, Bá tước xứ Lippe-Biesterfeld (tiếng Đức: Ernst Kasimir Friedrich Karl Eberhard Graf zur Lippe-Biesterfeld; 09 tháng 06 năm 1842 - 26 tháng 09 năm 1904) là người đứng đầu của dòng họ Lippe-Biesterfeld thuộc Nhà Lippe. Từ năm 1897 cho đến khi qua đời, ông là nhiếp chính của Thân vương quốc Lippe.

## Sinh thời
Ông sinh ra ở Oberkassel con thứ tư của Julius, Bá tước xứ Lippe-Biesterfeld (1812-1884) và Nữ Bá tước Adelheid xứ Castell-Castell (1818-1900). Ngày 17 tháng 05 năm 1884, Bá tước Ernst kế vị cha mình là người đứng đầu của dòng họ Lippe-Biesterfeld thuộc Nhà Lippe.

## Hôn nhân và con cái
Ernest đã kết hôn với Nữ bá tước Karoline Friederike Cecilia xứ Wartensleben (1844-1905), ngày 16 tháng 09 năm 1869 ở Neudorf. Từ cuộc hôn nhân ông có sáu người con (hoàng tử / công chúa của Lippe từ năm 1905).
- Nữ Bá tước Adelheid của Lippe-Biesterfeld (ngày 22 tháng 06 năm 1870 - 03 tháng 09 năm 1948) kết hôn với Hoàng tử Frederick Johann xứ Saxe-Meiningen, họ là ông bà của công chúa Regina xứ Saxe-Meiningen, vợ của Thái tử Otto của Áo.
- Leopold IV, Thân vương xứ Lippe (30 tháng năm 1871 - 30 Tháng 12 1949).
- Bá tước Bernhard (26 tháng 08 năm 1872 - 19 tháng 06 năm 1934) cha của Bernhard, Vương tế Hà Lan, chồng của Nữ vương Juliana của Hà Lan.
- Bá tước Julius (2 tháng 9 năm 1873 - ngày 15 tháng 9 năm 1952) kết hôn với nữ Nữ Công tước Marie xứ Mecklenburg.
- Nữ Bá tước Karola (2 tháng 09 năm 1873 - ngày 23 tháng 04 năm 1958).
- Nữ Bá tước Mathilde (ngày 27 tháng 03 năm 1875 - 12 tháng 02 năm 1907).